# Abel Kristiansen
Abel Jens Kristian Kristiansen (født 18. januar 1900 i Nuuk; død 1975) var en grønlandsk kateket, digter, journalist og landsrådsmedlem.

## Liv
Abel Kristiansen var søn af fanger Johan Gert Kristen Kristiansen (1870–?) og sin hustru Tuperna Kristiane Sophia Titussen (1870–?). Han besøgte Grønlands Seminarium, hvor han blev uddannet til kateket, en uddannelse som han brugte mange forskellige steder i Vestgrønland fra 1924. Han blev nægtet ordination som præst i 1946 på grund af manglende lægeattester. Fra 1951 til 1954 var han medlem af Grønlands Landsråd. Allerede i 1947 blev han udnævnt til Dannebrogsmand, hovedsageligt fordi han indsamlede 200.000 kroner i Grønland efter Anden verdenskrig til reparation af krigsskader i Danmark. Han digtede også sange og skrev avisartikler til Atuagagdliutit. Abel Kristiansen døde i 1975 kort før sin 76. fødselsdag. Af ægteskabet med Dorthe Heilmann kom sønnen Ulloriannguaq Kristiansen (1927-1998), der først og fremmest skabte sig et navn som journalist.